# Tugomir Cajnko
Tugomir Cajnko, slovenski inženir gozdarstva, * 13. marec 1915, Zagorje ob Savi, † 2002.
Diplomiral je leta 1939 na zagrebški Gozdarski fakulteti. Sodeloval je v narodnoosvobodilni borbi. Po osvoboditvi je bil med drugim pomočnik ministra za gozdarstvo in lesno industrijo Ljudske republike Slovenije, nato tehnični direktor podjetja za urejanje hudournikov v Ljubljani, v letih 1959−1965 sekretar sveta za gozdarstvo in lesnopredelovalno industrijo pri Gospodarski zbornici Slovenije ter nato do upokojitve 1982 direktor poslovnega združenja gozdnogospodarskih organizacij Slovenije. Bil je predsednik Zveze inženirjev in tehnikov gozdarstva in lesarstva V Sloveniji in Jugoslaviji. Za svoje delo je prejel Jesenkovo priznanje.